# Bisbat de Caraguatatuba
El bisbat de Caraguatatuba (portuguès: Diocese de Caraguatatuba); llatí: Dioecesis Caraguatatubensis) és una seu de l'Església catòlica al Brasil, sufragània de l'arquebisbat d'Aparecida, que pertany a la regió eclesiàstica Sul 1.
Al 2019 tenia 196.000 batejats d'un total de 331.301 habitants. Actualment està regida pel bisbe José Carlos Chacorowski, C.M.

## Territori
L'arxidiòcesi comprèn 4 municipis al litoral nord de l'estat brasiler de São Paulo: Caraguatatuba, Ilhabela, São Sebastião i Ubatuba.
La seu episcopal és la ciutat de Caraguatatuba, on es troba la catedral del Diví Esperit Sant.
El territori s'estén sobre 1.949 km² i està dividit en 19 parròquies

## Història
La diòcesi va ser erigida el 3 de març de 1999 en virtut de la butlla Ad aptius consulendum del papa Joan Pau II, prenent el territori de la diòcesi de Santos.
Originàriament sufragània de l'arxidiòcesi de São Paulo, el 26 de gener de 2001 passà a formar part de la província eclesiàstica de l'arxidiòcesi d'Aparecida.

## Cronologia episcopal
- Fernando Mason, O.F.M.Conv. (3 de març de 1999 - 25 de maig de 2005 nomenat bisbe de Piracicaba)
- Antônio Carlos Altieri, S.D.B. (26 de juliol de 2006 - 11 de juliol de 2012 nomenat arquebisbe de Passo Fundo)
- José Carlos Chacorowski, C.M., des del 19 de juny de 2013

## Estadístiques
A finals del 2019, la diòcesi comptava amb 196.000 batejats sobre una població de 331.301 persones, equivalent al 59,2% del total.
| any  | població | població | població | sacerdots | sacerdots       | sacerdots       | sacerdots             | diàques | religiosos | religiosos | parroquies |
| ---- | -------- | -------- | -------- | --------- | --------------- | --------------- | --------------------- | ------- | ---------- | ---------- | ---------- |
| any  | batejats | total    | %        | total     | clergat secular | clergat regular | batejats por sacerdot | diàques | homes      | dones      |            |
| 1999 | 175.000  | 210.000  | 83,3     | 14        | 6               | 8               | 12.500                | 2       | 11         | 42         | 7          |
| 2000 | 143.589  | 191.452  | 75,0     | 14        | 9               | 5               | 10.256                | 4       | 6          | 48         | 7          |
| 2001 | 168.000  | 223.914  | 75,0     | 16        | 8               | 8               | 10.500                | 4       | 13         | 50         | 8          |
| 2002 | 167.000  | 223.914  | 74,6     | 19        | 13              | 6               | 8.789                 | 4       | 8          | 51         | 8          |
| 2003 | 167.000  | 223.914  | 74,6     | 23        | 16              | 7               | 7.260                 | 10      | 19         | 52         | 10         |
| 2004 | 155.400  | 248.362  | 62,6     | 25        | 15              | 10              | 6.216                 | 10      | 12         | 52         | 12         |
| 2006 | 166.000  | 268.000  | 61,9     | 26        | 17              | 9               | 6.384                 | 10      | 10         | 51         | 16         |
| 2011 | 178.000  | 289.000  | 61,6     | 25        | 15              | 10              | 7.120                 | 9       | 11         | 46         | 16         |
| 2013 | 181.000  | 294.400  | 61,5     | 38        | 32              | 6               | 4.763                 | 6       | 7          | 33         | 17         |
| 2016 | 185.000  | 312.500  | 59,2     | 33        | 27              | 6               | 5.606                 | 5       | 7          | 12         | 17         |
| 2019 | 196.000  | 331.301  | 59,2     | 29        | 24              | 5               | 6.758                 | 6       | 6          | 19         | 19         |